# بروشنچین
بروشنچین (به لهستانی:  Broszęcin) یک روستا در لهستان است که در گمینا ژانشنگا واقع شده‌است.